# Lévy Madinda
Lévy Clément Madinda (Libreville, 22 juni 1992) is een Gabonees voetballer die als centrale middenvelder speelt. Hij verruilde in 2010 AS Stade Mandji voor Celta de Vigo.

## Clubcarrière
Madinda begon met voetballen in Gabon bij AS Stade Mandji. In oktober 2010 werd hij door Celta de Vigo opgemerkt in een jeugdtoernooi in Burkina Faso. Hij tekende vervolgens een vijfjarig contract bij de Spaanse club. De eerste drie seizoenen speelde hij hier bij de reserven. Madinda debuteerde op 31 oktober 2012 in het eerste team, in de Copa del Rey tegen UD Almería. Op 30 maart 2013 debuteerde hij in de Primera División, als invaller tegen FC Barcelona.

## Interlandcarrière
Madinda debuteerde in 2011 voor Gabon. Hij nam deel aan de Afrika Cup 2012. Op 14 november 2012 scoorde hij zijn eerste interlanddoelpunt in een vriendschappelijke wedstrijd tegen Portugal in zijn geboortestad Libreville door middel van een penalty.
1 Villar ·
2 Starfelt ·
3 Mingueza ·
5 Carreira ·
6 Moriba ·
7 Iglesias ·
8 Beltrán ·
9 Douvikas ·
10 Aspas  ·
11 Cervi ·
12 González ·
13 Guaita ·
14 De la Torre ·
15 Aidoo ·
16 Jailson ·
17 Bamba ·
18 Durán ·
19 Swedberg ·
20 Alonso ·
21 Ristić ·
22 Manquillo ·
23 Allende ·
24 Domínguez ·
25 Rodríguez ·
30 Álvarez ·
33 Sotelo ·
Coach: Giráldez